# Psyllotoxus
Psyllotoxus is een kevergeslacht uit de familie van de boktorren (Cerambycidae). De wetenschappelijke naam van het geslacht werd voor het eerst geldig gepubliceerd in 1868 door Thomson.

## Soorten
Psyllotoxus omvat de volgende soorten:
- Psyllotoxus dalensi Nearns & Tavakilian, 2012
- Psyllotoxus faurei Nearns & Tavakilian, 2012
- Psyllotoxus griseocinctus Thomson, 1868
- Psyllotoxus inexpectatus Martins & Galileo, 1990